# Liste der Biografien/Meyer, N
Liste der Biografien |
Portal Biografien |
N Personensuche
# |
A |
B |
C |
D |
E |
F |
G |
H |
I |
J |
K |
L |
M |
N |
O |
P |
Q |
R |
S |
T |
U |
V |
W |
X |
Y |
Z |
?
 
Ma |
Mb |
Mc |
Md |
Me |
Mf |
Mg |
Mh |
Mi |
Mj |
Mk |
Ml |
Mm |
Mn |
Mo |
Mp |
Mq |
Mr |
Ms |
Mt |
Mu |
Mv |
Mw |
Mx |
My |
Mz
 
Mea–Mee |
Mef |
Meg |
Meh |
Mei |
Mej |
Mek |
Mel |
Mem |
Men |
Meo |
Mep |
Mer |
Mes |
Met |
Meu |
Mev |
Mew |
Mex |
Mey |
Mez
 
Meyb |
Meyd |
Meye |
Meyf |
Meyg |
Meyh |
Meyi |
Meyj |
Meyk |
Meyl |
Meyn |
Meyo |
Meyp |
Meyr |
Meys |
Meyt |
Meyz
 
Meyen |
Meyer
 
Meyer, A |
Meyer, B |
Meyer, C |
Meyer, D |
Meyer, E |
Meyer, F |
Meyer, G |
Meyer, H |
Meyer, I |
Meyer, J |
Meyer, K |
Meyer, L |
Meyer, M |
Meyer, N |
Meyer, O |
Meyer, P |
Meyer, R |
Meyer, S |
Meyer, T |
Meyer, U |
Meyer, V |
Meyer, W |
Meyer, Y |
Meyer, Z |
Meyerb |
Meyerd |
Meyere |
Meyerf |
Meyerh |
Meyeri |
Meyerl |
Meyerm |
Meyern |
Meyero |
Meyerr |
Meyers
Die Liste der Biografien führt alle Personen auf, die in der deutschsprachigen Wikipedia einen Artikel haben. Dieses ist eine Teilliste mit 8 Einträgen von Personen, deren Namen mit den Buchstaben „Meyer, N“ beginnt.

## Meyer, N

### Meyer, Na
- Meyer, Nanne (* 1953), deutsche Zeichnerin, Illustratorin und Professorin

### Meyer, Ni
- Meyer, Nicholas (* 1945), US-amerikanischer Schriftsteller, Drehbuchautor und RegisseurNicholas Meyer (* 1945)

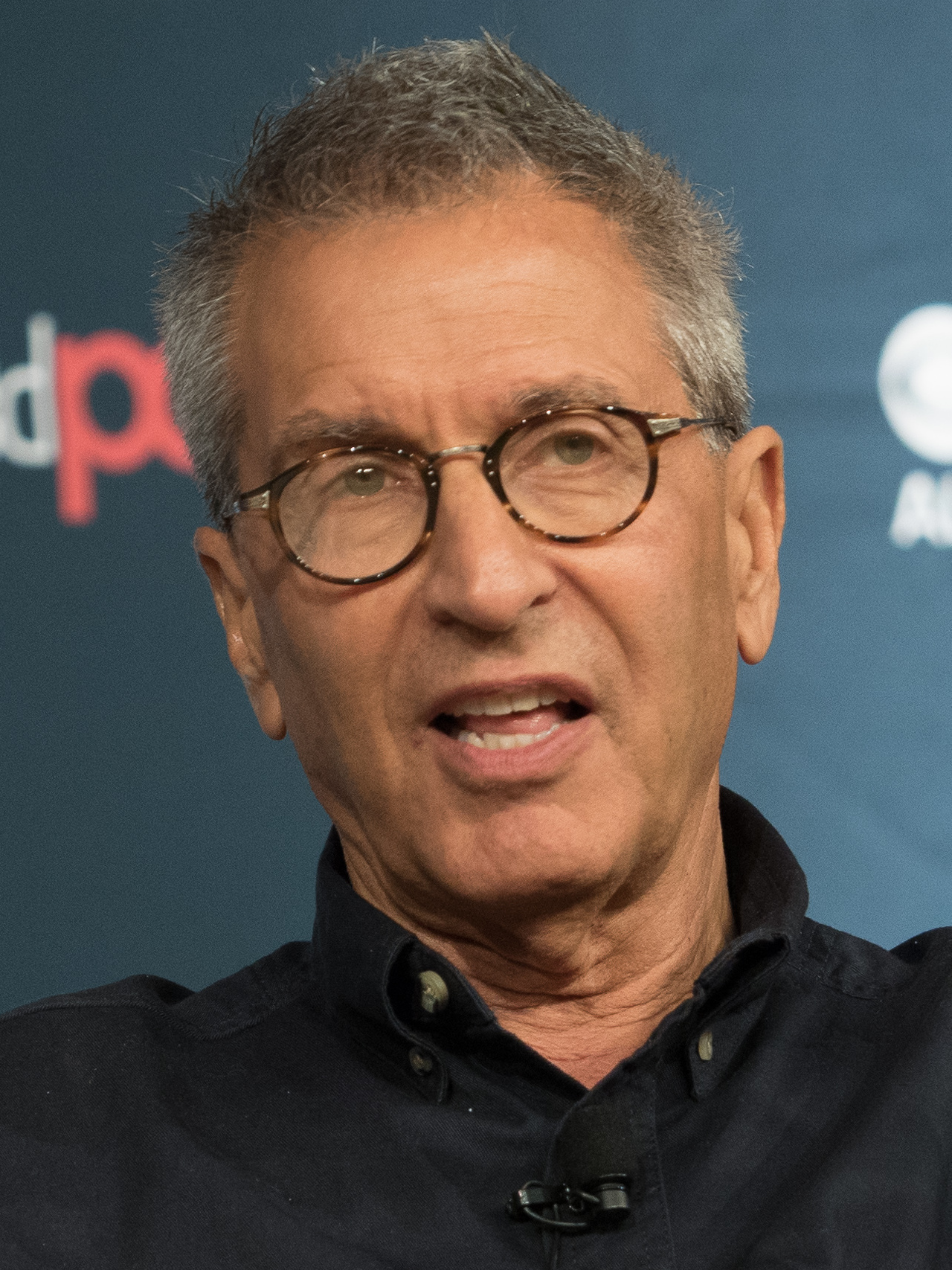
Nicholas Meyer (* 1945)

- Meyer, Nicolas (* 1980), deutscher Kommunalpolitiker (FWG), Oberbürgermeister von Frankenthal (Pfalz)
- Meyer, Niklaus (1834–1922), Stadtpräsident Biels
- Meyer, Niko (* 1997), deutscher Volleyball- und Beachvolleyballspieler
- Meyer, Nikolaus (1775–1855), deutscher Arzt und Schriftsteller
- Meyer, Nils (* 1979), deutscher Handballspieler

### Meyer, No
- Meyer, Norbert (* 1954), deutscher Botaniker und Vegetationskundler